# Melanoseps loveridgei
Melanoseps loveridgei är en ödleart som beskrevs av  Brygoo och ROUX-ESTÈVE 1982. Melanoseps loveridgei ingår i släktet Melanoseps och familjen skinkar. Inga underarter finns listade i Catalogue of Life.